# El súbdito (novela)
El súbdito (en alemán: Der Untertan) es una novela de 1914 de Heinrich Mann, cuyo manuscrito lleva el subtítulo: "Historia del alma pública bajo Guillermo II." La primera edición del libro fue publicada en 1918 por Kurt Wolff Verlag. Con agudo ingenio, Heinrich Mann cuenta la vida del oportunista ficticio y arribista Diederich Hessling desde su infancia hasta asegurar su posición en la sociedad guillermina del Imperio alemán a finales del siglo XIX. La sátira es una crítica abierta al Reich alemán bajo el régimen de Guillermo II de Alemania, una crítica política a la burguesía fanática del káiser y del viejo liberalismo holgazán, y un estudio de la mentalidad de tipo autoritario.
La novela es considerada el documento literario más importante sobre el imperio. Autores contemporáneos y posteriores, así como diversos historiadores, reconocieron en el tema el dibujo ejemplar de un tipo masculino contemporáneo y la representación de la historia que condujo a la Primera Guerra Mundial. El personaje de Buck, un participante en la revolución de 1848, es caracterizado como el oponente de Hessling, que es leal al emperador. A través de las intrigas de Hessling, Buck no solo pierde sus seguidores y su existencia burguesa urbana, sino sufre también el aislamiento de su familia, y experimenta la victoria política de Hessling con la ayuda de sindicalistas corruptos.  Incluso en su lecho de muerte tiene que soportar que Hessling aparezca como el diablo frente a su puerta. El súbdito se considera la mayor contribución de Heinrich Mann a la literatura alemana del siglo XX.

## Argumento
La novela habla de Diederich Hessling como ejemplo de cierto tipo de persona en la sociedad del Imperio alemán. Hessling obedece a las autoridades, es cobarde y carece de coraje civil. Es seguidor y conformista. Con un desapego irónico, Heinrich Mann cuenta la historia de la vida de Hessling desde su infancia hasta que asegura su posición en la sociedad guillermina. Es retratado como un joven inseguro, estudiante, miembro de una fraternidad, agitador, propietario de una fábrica, opositor al proletariado, gobernante de la familia, intrigante político local y admirador del emperador alemán Guillermo II. El ascenso de Hessling a la influencia y al poder se retrata en una cadena de episodios, que están guiados por citas de discursos imperiales, con su personalidad expresándose por un lado como un tirano contra los más débiles y por otro lado como un sujeto que felizmente se somete a los poderes políticos superiores.
Hessling se identifica con las ambiciones de poder mundial de los nacionalistas radicales que desean la próxima guerra mundial. Durante un discurso en la inauguración de un monumento al emperador Guillermoimperial, en el que Hessling se describe a sí mismo como un ciudadano de la época, el orden se rompe por una tormenta apocalíptica. Como contraste crítico a Hessling, Heinrich Mann deja que el padre de un amigo, el revolucionario Buck, muera frente a Hessling como una representación del liberalismo atrofiado.

## Origen y publicación (1911 a 1918)
Las primeras notas sobre el proyecto El súbdito se hicieron ya en 1906/07. El manuscrito, que Heinrich Mann comenzó a escribir a fines de 1911, se completó en 1914, un mes antes del comienzo de la Primera Guerra Mundial. Ya a finales de 1911 se imprimió un extracto en el Simplicissimus bajo el título Lebensfrühling, seguido en la primavera de 1912 por otro bajo el título Die Neuteutonen. La novela se publicó desde enero de 1914 hasta poco después del comienzo de la guerra como preimpresión en forma de folletín en la revista Zeit im Bild (al comienzo de la guerra se detuvo a instancia de los editores) y como edición de libro únicamente. en diciembre de 1918 por Kurt Wolff en Leipzig. El diseño de la portada fue de Emil Preetorius. En el reverso de la portada de esta edición está la nota: "La novela se completó a principios de julio de 1914".
En el mismo año, la novela fue incluida por Kurt Wolff en la serie Der Neue Roman, esta edición lleva la inscripción en el frente de la cubierta: "Heinrich Mann / Der Untertan / Das Deutschland Wilhelms II. / De alguien que lo vio antes que otros. Terminada en julio de 1914, finalmente se permitió que la novela apareciera en 1918. "
Heinrich Mann utilizó exhaustivamente como fuente la publicación de Wilhelm Schröder, Das persönliche Regiment. Reden und sonstige öffentliche Äußerungen Wilhelms II. (Múnich: G. Birk & Co., 1907). Numerosas citas de discursos y otros anuncios del Kaiser se tomaron prestadas de esta documentación y se incorporaron a los discursos de -sobre todo- Diederich Hessling. Tres discursos de Hessling contienen amplios montajes de citas de palabras del emperador: el discurso a los trabajadores con motivo de la toma de posesión del negocio de su padre, su testimonio en el juicio de lesa majestad y el discurso ceremonial en la inauguración del monumento Netzig al Kaiser Wilhelm I. Mann también tomó una gran cantidad de fechas y hechos históricos de la obra del socialdemócrata Schröder. Schröder narra, por ejemplo,  sobre la inauguración del monumento el 22. marzo de 1897 en Berlín que: "El Emperador se detuvo frente a la marquesina y comandó la compañía de bandera del primer regimiento de guardias: '¡Muévanse! "La banda militar entonó: 'Acérquense a rezar'. Esto se repite en parte textualmente en la escena correspondiente en El súbdito. En los ensayos de Hartmut Eggert (1971) y Peter Sprengel (1992)  se prueban y documentan con mayor precisión las citas y otros préstamos del libro de Schröder, como puede verse en la edición de la novela de Werner Bellmann (edición revisada y complementada: Ditzingen: Reclam, octubre de 2021).
Kurt Tucholsky escribió en una reseña del Untertan en 1919: “Este paralelismo con el jefe de Estado ha sido elaborado de manera asombrosa. Diederich Hessling no solo usa los mismos tropos y expresiones cuando habla como su modelo imperial a seguir, sino de manera más divertida en el discurso inaugural a los trabajadores ("¡Gente! Ya que sois mis subordinados, solo quiero deciros que en el futuro trabajaremos vigorosamente aquí, y: "Mi camino es el correcto, os guiaré hacia días maravillosos". Él también actúa con la mentalidad de los poderosos, se inclina hacia arriba, como hacia su dios, ante su presidente de distrito, y patea hacia abajo" (Die Weltbühne, 20 de marzo de 1919).

## Recepción
Mientras Thomas Mann acusó a su hermano de “esteticismo nefasto”, Kurt Tucholsky elogió el libro como el “herbario del hombre alemán” ( 20 de marzo de 1919). En 1927, Tucholsky confirmó sus afirmaciones en otra reseña: "Habla a favor de la ingeniosa previsión del artista que escribió el El súbdito, que nada, absolutamente nada, de lo que hay en este libro es tan exagerado como les gustaría creer a sus enemigos. Cada vez que elogiaba el libro como el atlas de anatomía del Reich, la gente de la derecha me respondía: "¡No existe, no puede existir! ¡Dibujos animados! ¡Parodia! ¡Sátira! ¡Folleto! «Y digo: humilde fotografía. En verdad es peor, es mucho peor” ( Mit Rute und Peitsche durch Preußen-Deutschland, en: Die Weltbühne, 23 de agosto de 1927).
El debate sobre la representatividad del sujeto como símbolo del imperio guillermino cobró impulso en la década de 1980, cuando Hans-Ulrich Wehler (apoyado por Ossip K. Flechtheim) formuló la tesis de que “ningún historiador podría describir tan vívidamente [el papel del académico formador de opinión] burguesa en la difusión de un nacionalismo tan radical y antidemocrático en el Imperio alemán]  como Heinrich Mann; mientras que Eberhard Straub lo describió como una caricatura "que no entendía al ciudadano y al estado legal, cultural y social de su tiempo". La idea de que el diputado del Reichstag Diederich Hahn podría haber sido la inspiración para la figura de Diederich Hessling resultó ser infundada. Los cuadernos del escritor  con los manuscritos de El súbdito, que se almacenan en el Archivo Heinrich Mann en Berlín, tampoco contienen nada sobre esto. La erudita literaria Ariane Martin (Universidad de Maguncia) supone que el autor puede haber querido decir etimológicamente "Teodorico" al referirse al personaje de su novela, el hombre fuerte, típicamente alemán, el alemán "feo".
En la República Democrática Alemana, El súbdito era lectura obligatoria en las escuelas. La novela fue incluida en la biblioteca ZEIT de 100 libros y en la biblioteca estudiantil ZEIT.

## Adaptaciones

### Artes visuales
El pintor Karl Hubbuch creó una litografía del mismo nombre en 1923. Bernhard Heisig ilustró el tema para una edición de 1992 del Gutenberg Büchergilde.

### Película
En 1951, Wolfgang Staudte realizó una exitosa película basada en la novela, protagonizada por Werner Peters. El director y actor principal recibió el Premio Nacional de la República Democrática Alemana por ello. La película fue inicialmente víctima de la censura en la República Federal de Alemania y clasificada como un ataque a la República Federal, principalmente por la secuencia final (un paisaje de escombros después de la Segunda Guerra Mundial), y por lo tanto fue prohibida. Solo se permitió mostrarla en determinados eventos y solo se lanzó en 1957 en una versión muy abreviada. No fue hasta veinte años después que la televisión de Alemania Occidental mostró la película en su totalidad.

### Obra de radio
La Westdeutscher Rundfunk produjo la novela en 1971 como una obra de radio (duración: 349 minutos) editada por Walter Andreas Schwarz y dirigida por Ludwig Cremer. Heinz Drache asumió los papeles principales como Diederich Hessling y Heiner Schmidt y Walter Andreas Schwarz como narradores. Otros personajes principales: Heinz von Cleve como Herr Hessling, Irmgard Först como Frau Hessling, Walter Jokisch como Herr Göppel y Veronika Bayer como Agnes Göppel.

### Ediciones
- Heinrich Mann: Der Untertan. Roman. 1.-7. Tausend. Leipzig: Kurt Wolff Verlag, 1918.
- Heinrich Mann: Der Untertan. Roman. Berlin/Weimar: Aufbau-Verlag, 1965. 21967 (Heinrich Mann. Gesammelte Werke. Hrsg. von der Deutschen Akademie der Künste zu Berlin. Red. Sigrid Anger. 19 Bde. Berlin/Weimar 1965-1989. Bd. 7).
- Heinrich Mann: Der Untertan. Roman. Mit einem Nachwort und Materialienanhang von Peter-Paul Schneider. Frankfurt a. M.: Fischer Taschenbuch Verlag, 1991 (Heinrich Mann. Studienausgabe in Einzelbänden. Hrsg. von Peter-Paul Schneider. Frankfurt a. M. 1986ff.). [Textgrundlage für ''Der Untertan'' ist die 2. Auflage der Akademie-Ausgabe von 1967.]
- Heinrich Mann: Der Untertan. Roman. Hrsg. und kommentiert von Werner Bellmann. Mit einem Nachwort von Andrea Bartl. Illustriert von Arne Jysch. Hardcover. Ditzingen: Reclam, 2021, ISBN 978-3-15-011326-4. [Textgrundlage ist die von H. M. autorisierte erste öffentliche Ausgabe: Verlag Kurt Wolff, Leipzig 1918, 1.-7. Tausend.]
- Heinrich Mann. Der Untertan. Roman. Hrsg. und kommentiert von Werner Bellmann. Mit einem Nachwort von Andrea Bartl. Ditzingen: Reclam, (Februar) 2021 (Reclams Universal-Bibliothek. Nr. 19360). ISBN 978-3-15-019360-0. [Textgrundlage ist die von H. M. autorisierte erste öffentliche Ausgabe: Verlag Kurt Wolff, Leipzig 1918, 1.-7. Tausend.] - Durchgesehene und ergänzte Ausgabe: Ditzingen (Oktober) 2021.
- Heinrich Mann: Der Untertan, Hrsg. von Ariane Martin, Frankfurt/Main: S. Fischer, 2021, ISBN 978-3-10-397042-5 [Textgrundlage ist die Studienausgabe von Peter-Paul Schneider, gedruckt 1991 im Fischer Taschenbuch Verlag.]

### Literatura de investigación
- Edgar Kirsch / Hildegard Schmidt: Zur Entstehung des Romans Der Untertan. In: Weimarer Beiträge 6 (1960) p. 112–131 und 433 (Nachtrag).
- Hartmut Eggert: Das persönliche Regiment. Zur Quellen- und Entstehungsgeschichte von Heinrich Manns „Untertan“. In: Neophilologus 55 (1971) p. 298–316.
- Wolfgang Emmerich: Heinrich Mann: „Der Untertan“. Fink, München 1980, 4. Aufl. 1993 (UTB 974)  ISBN 3-7705-1888-8.
- Reinhard Alter: Heinrich Manns „Untertan“. Ein Prüfstein für die „Kaiserreich-Debatte“? In: Geschichte und Gesellschaft, 17, 1991, p. 370–389.
- Monika Hummelt-Wittke: Heinrich Mann: Der Untertan. München 1987. 3., überarb. und korr. Aufl. 1998. (Oldenbourg Interpretationen.)
- Peter Sprengel: Kaiser und Untertan. Zur Genese von Heinrich Manns Roman. In: Heinrich Mann-Jahrbuch 10 (1992) p. 57–73.
- Helmut Scheuer: Heinrich Mann: Der Untertan. In: Interpretationen. Romane des 20. Jahrhunderts. Bd. 1. Stuttgart 1993. (Reclam, Universal-Bibliothek. 8808.) p. 7–52.
- Frederick Betz: Heinrich Mann. Der Untertan. Erläuterungen und Dokumente. Reclam, Stuttgart 1993. Ergänzte Ausgabe 2003.
- Ariane Martin: Erotische Politik. Heinrich Manns erzählerisches Frühwerk. Würzburg 1993. [Zu Der Untertan: p. 145–257.]
- Hans Wißkirchen: Heinrich Mann El súbdito. Epochenroman oder Satire? In: Heinrich Mann-Jahrbuch (11) 1993. p. 53–72.
- Hans Wißkirchen: Heinrich Mann: Der Untertan. Historischer Kontext – Entstehung – Interpretation. In: Materialien zur Lehrerfortbildung II. Heinrich-und-Thomas-Mann-Zentrum im Buddenbrookhaus, Lübeck 1999, p. 5–18.
- Andreas Wirsching: Kronzeuge des deutschen „Sonderwegs“? Heinrich Manns Roman „Der Untertan“ (1914). In: Epos Zeitgeschichte. Romane des 20. Jahrhunderts in zeithistorischer Sicht. Hrsg. von Johannes Hürter [u. a.]. München 2010. p. 9–25.
- Burkhard von Grafenstein: Die Darstellung des Corpsstudententums in Heinrich Manns „Der Untertan“. In: Einst und Jetzt, Bd. 59, 2014, p. 91–101.
- Manuel Clemens: Gehorsame Subjekte. Theatralität in den Untertan-Romanen von Heinrich Mann (1918) und Joachim Zelter (2012). In: New Authorities in Politics and Literature. Themenheft der Colloquia Germanica 50 (2017) Heft 3–4. p. 269–285.
- Werner Bellmann: Tagebücher und private Aufzeichnungen einer kaiserlichen Hofdame. Eine neuentdeckte Quelle für Heinrich Mann „Der Untertan“ und Martin Walsers „Angstblüte“. In: Wirkendes Wort 69 (2019) Heft 2. p. 183–196.
- Ariane Martin: Heinrich Mann „Der Untertan“ 1906 bis 1918. Entstehung und Überlieferung. Aisthesis, Bielefeld 2021.
- Werner Bellmann: Heinrich Mann: „Der Untertan“. Anmerkungen zu Druckgeschichte und Textentwicklung. In: Wirkendes Wort 72 (2022) Heft 2. p. 293–301.